# Václav Čížek (lední hokejista)
Václav Čížek (30. červenec 1989, Praha, Československo) je český hokejový obránce.

## Kariéra podle sezon
- 2000-2001 HC Sparta Praha
- 2001-2002 HC Sparta Praha
- 2002-2003 HC Sparta Praha
- 2003-2004 HC Sparta Praha
- 2004-2005 HC Sparta Praha
- 2005-2006 HC Sparta Praha
- 2006-2007 HC Sparta Praha, BK Mladá Boleslav
- 2007-2008 HC Sparta Praha, HC Roudnice nad Labem
- 2008-2009 HC Sparta Praha, BK Mladá Boleslav, HC Vrchlabí
- 2009-2010 BK Mladá Boleslav, HC Vrchlabí
- 2010-2011 BK Mladá Boleslav, HC Vrchlabí
- 2011-2012 BK Mladá Boleslav, HC VCES Hradec Králové
- 2012-2013 Královští lvi Hradec Králové